# Liste der Bodendenkmäler in Wiesau
Auf dieser Seite sind die Bodendenkmäler in dem Oberpfälzer Markt Wiesau zusammengestellt. Diese Tabelle ist eine Teilliste der Liste der Bodendenkmäler in Bayern. Grundlage ist die Bayerische Denkmalliste, die auf Basis des Bayerischen Denkmalschutzgesetzes vom 1. Oktober 1973 erstmals erstellt wurde und seither durch das Bayerische Landesamt für Denkmalpflege geführt wird. Die folgenden Angaben ersetzen nicht die rechtsverbindliche Auskunft der Denkmalschutzbehörde.

## Bodendenkmäler in Wiesau

### Bodendenkmäler in der Gemarkung Großensterz
| Lage                   | Objekt                         | Akten-Nr.     | Bild |
| ---------------------- | ------------------------------ | ------------- | ---- |
| Großensterz (Standort) | Mesolithische Freilandstation. | D-3-6039-0043 |      |

### Bodendenkmäler in der Gemarkung Schönhaid
| Lage                 | Objekt                                                     | Akten-Nr.     | Bild |
| -------------------- | ---------------------------------------------------------- | ------------- | ---- |
| Schönhaid (Standort) | Spätpaläolithische und mesolithische Freilandstation.      | D-3-6039-0026 |      |
| Schönhaid (Standort) | Spätmittelalterlicher Handwerksplatz mit Pechofen.         | D-3-6039-0082 |      |
| Schönhaid (Standort) | Spätmittelalterlicher Handwerksplatz mit Pechofen.         | D-3-6039-0083 |      |
| Schönhaid (Standort) | Frühneuzeitliche Pechsiederei und Hofwüstung Schmierhütte. | D-3-6139-0084 |      |

### Bodendenkmäler in der Gemarkung Voitenthan
| Lage                  | Objekt                                                                  | Akten-Nr.     | Bild |
| --------------------- | ----------------------------------------------------------------------- | ------------- | ---- |
| Voitenthan (Standort) | Mesolithische Freilandstation.                                          | D-3-6038-0008 |      |
| Voitenthan (Standort) | Mittelalterlicher Adelssitz.                                            | D-3-6038-0043 |      |
| Voitenthan (Standort) | Spätpaläolithische und mesolithische Freilandstation.                   | D-3-6039-0002 |      |
| Voitenthan (Standort) | Mesolithische Freilandstation.                                          | D-3-6139-0029 |      |
| Voitenthan (Standort) | Hoch- und spätmittelalterliche Wüstung und Handwerksplatz mit Pechofen. | D-3-6139-0065 |      |

### Bodendenkmäler in der Gemarkung Wiesau
| Lage              | Objekt | Akten-Nr.     | Bild |
| ----------------- | --- | ------------- | ---- |
| Wiesau (Standort) | Spätmittelalterliche Wüstung und Handwerksplatz mit Pechöfen. | D-3-6039-0016 |      |
| Wiesau (Standort) | Spätmittelalterlicher Handwerksplatz mit Pechofen. | D-3-6039-0017 |      |
| Wiesau (Standort) | Spätpaläolithische und mesolithische Freilandstation. | D-3-6039-0019 |      |
| Wiesau (Standort) | Mesolithische Freilandstation. | D-3-6039-0020 |      |
| Wiesau (Standort) | Spätpaläolithische und mesolithische Freilandstation. | D-3-6039-0023 |      |
| Wiesau (Standort) | Mesolithische Freilandstation. | D-3-6039-0027 |      |
| Wiesau (Standort) | Spätpaläolithische Freilandstation. | D-3-6039-0031 |      |
| Wiesau (Standort) | Mesolithische Freilandstation. | D-3-6039-0038 |      |
| Wiesau (Standort) | Verebneter mittelalterlicher Burgstall. | D-3-6039-0070 |      |
| Wiesau (Standort) | Archäologische Befunde des Mittelalters und der frühen Neuzeit im Bereich der Katholischen Pfarrkirche St. Michael in Wiesau, darunter die Spuren von Vorgängerbauten bzw. älterer Bauphasen. Siehe auch: St. Michael (Wiesau)   | D-3-6039-0078 |      |
| Wiesau (Standort) | Archäologische Befunde des Mittelalters und der frühen Neuzeit im Bereich der Katholischen Nebenkirche Hl. Kreuz in Wiesau, darunter die Spuren von Vorgängerbauten bzw. älterer Bauphasen. Siehe auch: Kreuzbergkirche (Wiesau) | D-3-6039-0079 |      |
| Wiesau (Standort) | Verebnete spätmittelalterliche Pechöfen. | D-3-6039-0084 |      |